# Camí de Can Miquel de la Borda

El Camí de Can Miquel de la Borda, respecte del terme d'Abella de la Conca

El Camí de Can Miquel de la Borda és un camí del terme municipal d'Abella de la Conca, a la comarca del Pallars Jussà. És en territori de l'antic poble de la Rua.
Arrenca del Camí de la Rua al nord-est dels Camps de la Rua, al nord de les Solanes de Cal Negre i del Solà del Perot, i s'adreça a llevant fent nombrosos revolts per anar superant les valls que s'obren en aquell sector. Passa pel sud de les Solanes i de l'Obac del Xut i arriba en dos quilòmetres i mig a Can Miquel de la Borda.

## Etimologia
Es tracta d'un topònim romànic modern, de caràcter descriptiu: pren el nom de la masia a la qual mena, Can Miquel de la Borda.